# Clube Náutico Araraquara
Clube Náutico Araraquara é um clube de voleibol feminino e masculino brasileiro, com sede em Araraquara, SP. Em 2005-2006, retomou a parceria com a empresa Lupo, adotando o nome de fantasia Lupo/Náutico.